# Justicia internodialis
Justicia internodialis är en akantusväxtart som beskrevs av B. Hansen. Justicia internodialis ingår i släktet Justicia och familjen akantusväxter. Inga underarter finns listade i Catalogue of Life.